# Robert Warshow
Robert Warshow (New York, 1917 – 1955) è stato uno scrittore statunitense appartenente al gruppo degli intellettuali newyorkesi. È conosciuto per le sue critiche cinematografiche e della cultura di massa per i periodici Commentary e Partisan Review.

## Biografia
Nacque a New York, cresciuto nel Bronx, si laureò all’università del Michigan nel 1938. Scrisse per un breve periodo di tempo per il magazine The New Leader prima di venire nominato membro del Signal Corps a Washington durante la seconda guerra mondiale. Tra tutti gli articoli scritti durante la sua breve vita, i più significativi furono The Western e The Gangster as Tragic Hero, un'analisi del genere western e del gangster partendo dal punto di vista culturale. Firmò anche discorsi lodando lo sceneggiatore Clifford Odets così come il personaggio dei fumetti Krazy Kat ideato da George Herriman.

## Il pensiero
The 'Idealism' of Julius and Ethel Rosenberg mostra lo stalinismo americano messo in pratica sotto una luce lucidamente brutale. In una critica a Il crogiuolo, Warshow sostiene che Arthur Miller non fosse un drammaturgo così eccellente. Dopo Fredric Wertham e Gershon Legman, Warshow fu il primo critico serio a scrivere a proposito di EC Comics e del suo magazine Mad sebbene attraverso una prospettiva uniforme ed ambivalente.

## Opere
- The Western
- The Gangster as Tragic Hero